# Cappuccino (manga)
Pour les articles homonymes, voir Cappuccino.
Cappuccino (カプチーノ, Kapuchīno) est un manga de Wataru Yoshizumi. Il a été prépublié dans le magazine Chorus de l'éditeur Shueisha entre 2008 et 2009, et a été compilé en un tome en juin 2009. 

## Résumé
Cette œuvre raconte l'histoire d'Ari Kojima, une jeune fille de 24 ans, et de son petit ami Sousuke Fujitani. Ils sortaient déjà ensemble à l'université, mais aujourd'hui, ils travaillent tous les deux beaucoup. Ne supportant plus de ne pas se voir aussi souvent qu'ils le voudraient, Ari et Sousuke décident d'emménager ensemble et, ainsi, de ne pas respecter la mentalité japonaise voulant que l'on ne vive ensemble que si l'on est mariés. Ari et Sousuke tentent alors de cacher à leurs parents qu'ils vivent ensemble, mais la mère d'Ari, connaissant trop bien sa fille, découvre rapidement le pot aux roses.